# Gehyra purpurascens
Gehyra purpurascens (пурпурова дтелла) — вид геконоподібних ящірок родини геконових (Gekkonidae). Ендемік Австралії.

## Поширення і екологія
Пурпурові дтелли широко поширені у внутрішніх районах західної і центральної Австралії. Вони живуть в саванах, сухих чагарникових заростях і рідколіссях.